# Typhlomangelia polythele
Typhlomangelia polythele é uma espécie de gastrópode do gênero Typhlomangelia, pertencente a família Borsoniidae.